# Stodoły (Rybnik)
Stodoły (niem. Stodoll, w latach 1936–1945 Hochlinden) – część miasta i dzielnica Rybnika położona w północno-zachodniej części miasta, nad rzeką Rudą i Jeziorem Rybnickim, przy drodze wylotowej w kierunku Rud (droga wojewódzka nr 920), w dużej części w obrębie Parku Krajobrazowego Cysterskie Kompozycje Krajobrazowe Rud Wielkich. Jest najmniejszą z 27 rybnickich dzielnic pod względem ludności – w czerwcu 2021 liczyła 593 mieszkańców. Pod względem powierzchni jest trzecią największą – 11,73 km² (7,9 % powierzchni całego miasta). Dawniej odrębna wieś przyłączona w 1977 do Rybnika.

## Historia
Dzieje Stodół są ściśle związane z dziejami opactwa cystersów w Rudach. Pierwsza wzmianka o miejscowości (zapisanej w postaci Stodol) pochodzi z XVI-wiecznego odpisu dokumentu traktującego o założeniu opactwa wydanego pierwotnie 21 października 1258 roku. Jako wieś klasztorna w rękach cystersów pozostała aż do sekularyzacji zakonu w 1810. Pod względem przynależności politycznej dzieliła losy całej ziemi rybnickiej: przynależała do księstwa raciborskiego, a później opolsko-raciborskiego w ramach ziem Korony Czeskiej. W 1742, po I wojnie śląskiej, stała się częścią państwa pruskiego.

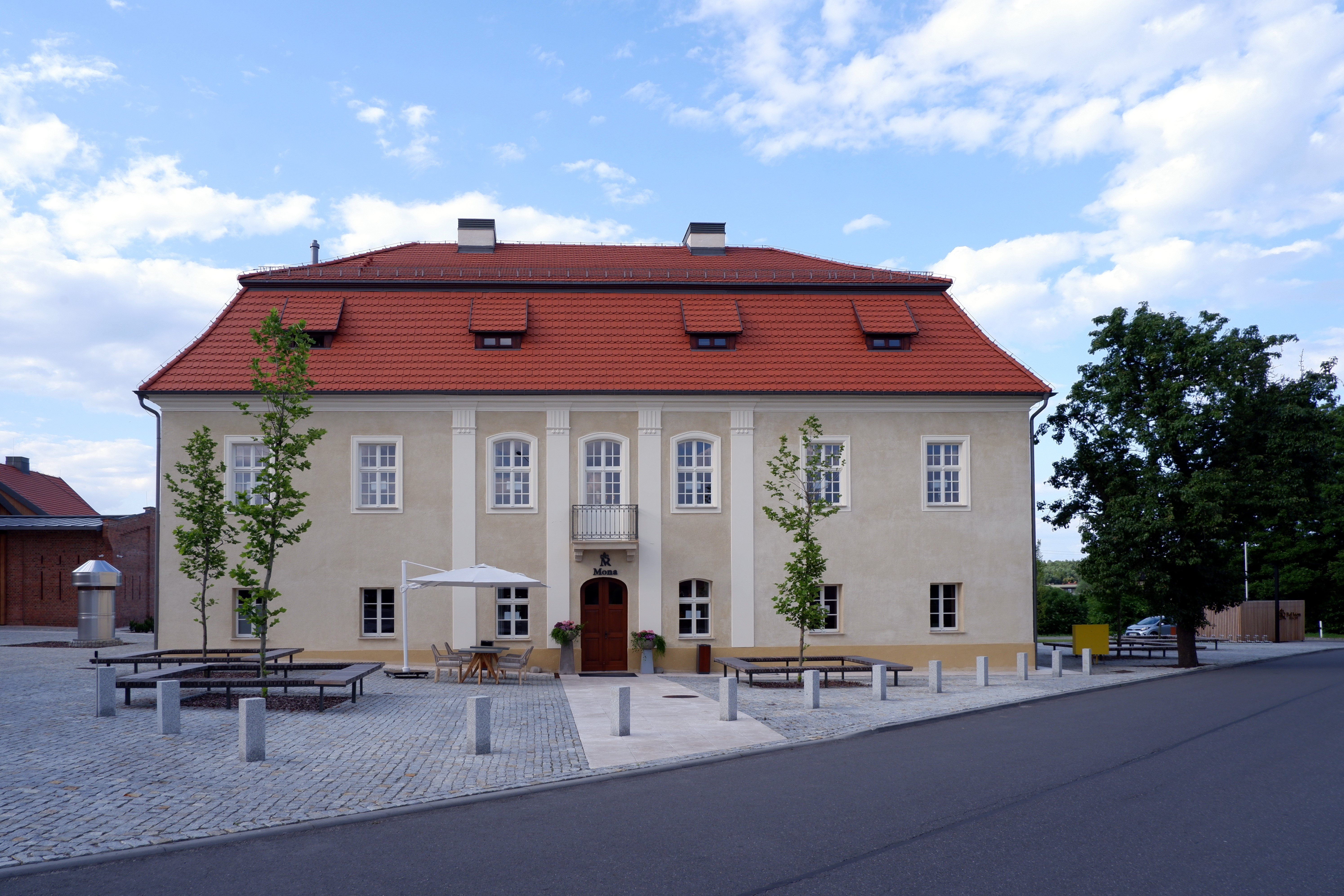
Dwór pocysterski

Co najmniej od drugiej połowy XVI wieku w rejonie Stodół istniała kuźnia, z początku eksploatowana bezpośrednio przez opactwo cystersów, od 1651 dzierżawiona. Znaczny rozwój produkcji hutniczej nastąpił w XVIII wieku. Z 1690 pochodzi pierwsza wzmianka o przysiółku Buglowiec, a z 1716 o przysiółku Pniowiec. Według Katastru Karolińskiego przygotowanego dla księstwa opolsko-raciborskiego w latach 20. XVIII wieku w Stodołach było 7 gospodarstw chłopskich, 6 zagrodników, jeden młynarz; pogłowie zwierząt oszacowano na 29 krów i 15 świń. W 1736 wzniesiony został w Stodołach murowany dwór, stanowiący uzupełnienie kompleksu dóbr cysterskich. Na podstawie danych z 1765 miejscowość liczyła 13 kmieci, 10 zagrodników, 10 chałupników i trzech rzemieślników. 
W 1816 wielki piec przeniesiono do Rud, podczas gdy w Stodołach pozostały trzy fryszerki funkcjonujące do 1884. W odróżnieniu od np. Paruszowca miejscowość nie rozwinęła się mimo swoich hutniczych tradycji w nowoczesny ośrodek przemysłowy, pozostając niewielką wioską. W 1885 gmina wiejska Stodoły wraz z obszarem dworskim liczyła łącznie 672 mieszkańców, a w roku 1910 jeszcze mniej – 661. W 1902 Stodoły uzyskały połączenie z Gliwicami i Raciborzem za pośrednictwem kolei wąskotorowej. Administracyjnie przynależały od reformy z 1818 do powiatu Rybnik w rejencji opolskiej prowincji Śląsk.

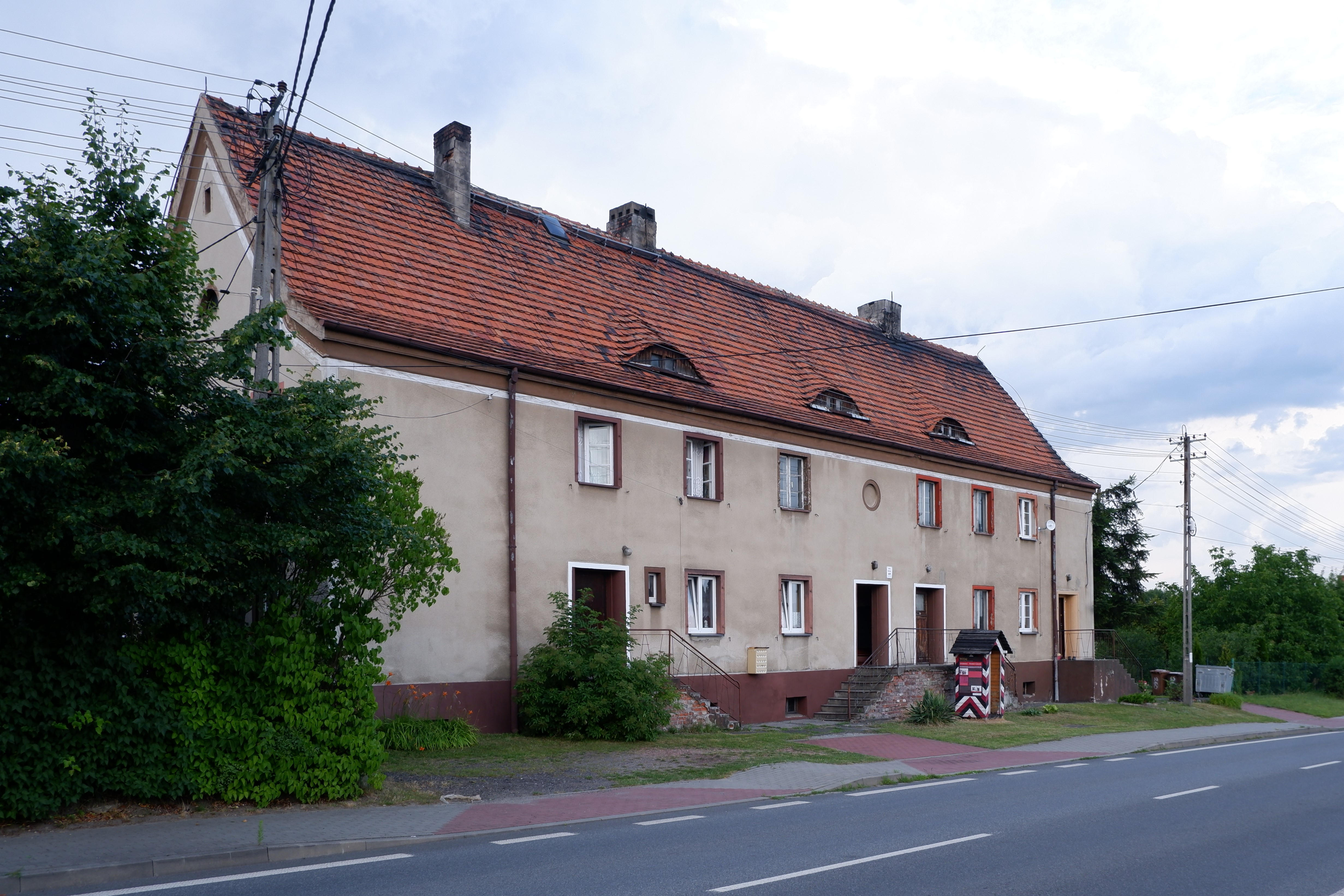
Dawny niemiecki urząd celny w Stodołach

W górnośląskim plebiscycie terytorialnym, który odbył się 20 marca 1921, 66,15% głosujących w Stodołach (260 osób) opowiedziało się za przyłączeniem regionu do Polski, a 33,33% (131 osób) za pozostaniem w granicach Niemiec. Mimo to po ostatecznym wytyczeniu granicy w październiku 1921 Stodoły stały się jedyną spośród dzisiejszych rybnickich dzielnic, która została w granicach Republiki Weimarskiej, stając się bezpośrednio miejscowością przygraniczną. Weszły w skład powiatu Racibórz. W 1936 słowiańsko brzmiącą nazwę wsi zmieniono na Hochlinden. 
Dnia 31 sierpnia 1939 roku oddział SS-manów przebranych w polskie mundury upozorował atak na niemiecki urząd celny w Stodołach. Budynek został opanowany przez rzekomych Polaków, po czym doszło do walki z innym oddziałem SS przebranym za niemieckich strażników granicznych. Dla uprawdopodobnienia starcia dostarczono kilkanaście ciał ludzi w polskich i niemieckich mundurach, którzy w rzeczywistości byli zamordowanymi więźniami obozów koncentracyjnych. Incydent w Stodołach wpisuje się w ramy tej samej operacji dywersyjnej co prowokacja gliwicka. 
Po II wojnie światowej Stodoły stały się częścią Polski. Początkowo były częścią gminy gminy Rudy należącej do powiatu raciborskiego w województwie śląsko-dąbrowskim, a od 1950 w województwie opolskim. W 1954 zostały włączone w skład gromady Chwałęcice w powiecie rybnickim województwa katowickiego (stalinogrodzkiego). Z Chwałęcicami pozostały związane w ramach jednej gminy po kolejnej reformie z 1973 i wraz z nimi stały się z dniem 1 lutego 1977 częścią Rybnika. Od 1990 jest jedną z samorządowych dzielnic miasta.

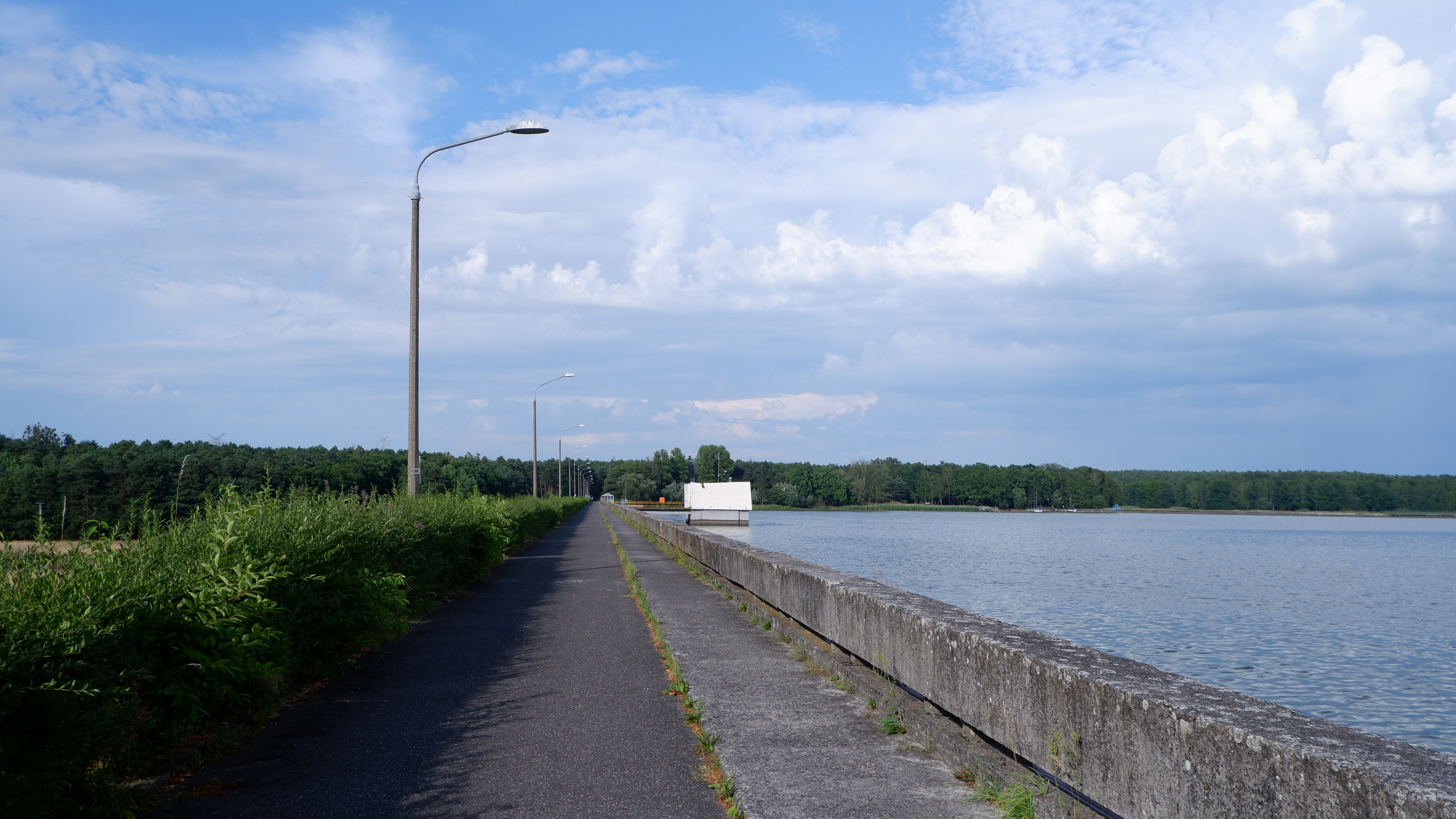
Zapora w Stodołach

Na dalszy rozwój Stodół największy wpływ miała podjęta pod koniec lat 60. XX wieku decyzja o budowie Elektrowni Rybnik i utworzeniu na jej potrzeby sztucznego zbiornika wodnego o nazwie Jezioro Rybnickie. Zapora spiętrzająca wody rzeki Rudy o długości 975 metrów powstała w 1972 właśnie w Stodołach, a w jej sąsiedztwie wybudowano ośrodek szkoleniowo-wypoczynkowy rybnickiej elektrowni. Pod wodą znalazły się rozległe niezamieszkane obszary w południowo-wschodniej części terytorium dzielnicy.

## Zabytki i atrakcje turystyczne
- Dwór pocysterski – barokowy, wzniesiony w 1736, przebudowany w 1774[18]; wpisany do rejestru zabytków 17 marca 1966 (nr rej. A/603/66)[19]; w latach 2020–2022 zrewitalizowany i zaadaptowany na restaurację Mona współtworzącą wypoczynkowy ośrodek Bel Mon Resort[20][21][22]
- Meandry rzeki Rudy – zachowany nieuregulowany, naturalnie meandrujący odcinek rzeki Rudy chroniony w formie użytku ekologicznego[23]; organizowane są na nim spływy kajakowe, przy ulicy Księdza Szramka 11 znajduje się przystań kajakowo-rowerowa „Aktywni”[24]
- Jezioro Rybnickie: zapora i północna część zalewu bocznego Pniowiec z miejscami do kąpieli i wędkowania
- Kolej wąskotorowa Stodoły–Rudy–Stanica – jeden z dwóch czynnych fragmentów sieci Górnośląskich Kolei Wąskotorowych, obecnie wykorzystywany w weekendowym ruchu turystycznym; przystanek Stodoły znajduje się około 1,5 km na północ od centrum dzielnicy[25]
- Dom przy ulicy Stalowej 17 – przykład typowej zabudowy z okresu międzywojennego; tablica pamiątkowa i pomnik przed domem upamiętniają, że w tym domu w latach 1947–1958 mieszkała nauczycielka Stefania Wojtyłowa, a w 1948 przebywał u niej bratanek Karol Wojtyła po ukończeniu studiów[26][27].